# Rebibbia (Roms tunnelbana)
Rebibbia är en station på Roms tunnelbanas Linea B. Den är uppkallad efter stadsdelen Rebibbia. Stationen är belägen i kvarteret Ponte Mammolo i nordöstra Rom och togs i bruk år 1990. I närheten av stationen är Rebibbia-fängelset beläget.
Stationen Rebibbia har:
- Biljettautomater
- WC

## Kollektivtrafik
- Busshållplatser för ATAC

## Omgivningar
- Ponte Mammolo, bro
- Via Tiburtina

### Kyrkobyggnader
- Sacro Cuore di Gesù a Ponte Mammolo
- San Gelasio I Papa
- San Liborio
- Santa Maria Maddalena de' Pazzi